# Exode de Mariel

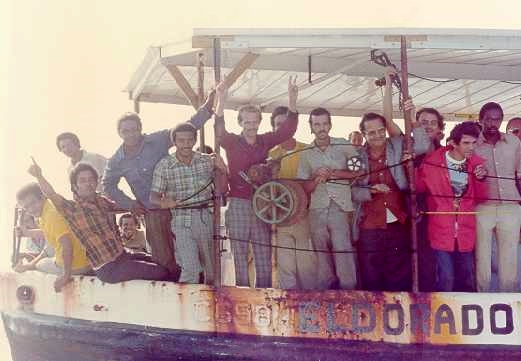
Un des 1700 bateaux de réfugiés arrivé en Floride.

Pour les articles homonymes, voir Exode et Mariel.
L'exode de Mariel a lieu, en pleine guerre froide, entre le 5 avril et le 31 octobre 1980. Le régime de Fidel Castro expulse près de 125 000 Cubains qui sont considérés comme contrerévolutionnaires. Ils embarquent au port de Mariel, à environ 40 kilomètres à l'ouest de La Havane, en direction des côtes de Floride.

## Contexte
| Mois                         | Arrivée (#) | Arrivée (%) |
| ---------------------------- | ----------- | ----------- |
| Avril (à partir du 21 avril) | 7 665       | 6           |
| Mai                          | 86 488      | 69          |
| Juin                         | 20 800      | 17          |
| Juillet                      | 2 629       | 2           |
| Août                         | 3 939       | 3           |
| Septembre                    | 3 258       | 3           |
| Total                        | 124 779     | 100         |

En avril 1980, l'économie cubaine est en baisse, et les tensions sur l'île sont palpables. Cinq cubains rentrent dans l'ambassade du Pérou et demandent l'asile politique. Alors qu'un policier cubain est tué pendant cet évenement, le gouvernement cubain demande que ces cinq personnes soient jugées. Devant le refus de l'ambassade, Cuba retire la protection policière de l'ambassade. Près de 10 000 Cubains demandent l'asile à l'ambassade péruvienne. Le gouvernement cubain offre alors à tous ceux qui veulent partir le choix de le faire. L'exode commence peu de temps après et est organisé par des Américains d'origine cubaine, avec l'accord du président cubain, Fidel Castro. Ce dernier considère les futurs exilés comme des « déchets » et des « vermines ».
Les États-Unis offrent l'asile politique aux émigrés que Castro expulse de Cuba par bateau en direction de Miami.
C'est au cours de l'exode de Mariel que l'écrivain cubain Reinaldo Arenas peut quitter l'île, après des années de prison dans les Unités militaires d'aide à la production et de persécutions homophobes et politiques selon son roman autobiographique, Avant la nuit.
L'exode se termine par un accord mutuel entre les deux gouvernements en octobre 1980, après le départ de 125 000 Cubains en Floride.

## Suites et conséquences
Aux États-Unis, l'exode a des implications politiques négatives pour le président, Jimmy Carter, lorsque les Américains découvrent que certains exilés étaient libérés de prisons cubaines (2 746 étaient effectivement des criminels en vertu de la législation des États-Unis et n'obtiennent pas la citoyenneté américaine) et de services de santé mentale.
Au cours des premières années après leur arrivée à Miami, des centaines de Marielitos meurent lors d'actes de délinquance, ou bien sont emprisonnés pour ces motifs.
D'autres exodes suivent, dont celui des 30 000 balseros (boat people cubains) en août 1994.

## Interprétation économique
L'exode constitue une expérience naturelle qui permet de mesurer la capacité d'absorption d'une économie (celle de la ville de Miami) à un choc externe (l'augmentation subite et imprévue de la population). L'économiste canadien David Card, spécialiste de l'économie du travail, a publié en 1990 une étude notoire sur le sujet. Card y comparait l'évolution du taux de chômage et des salaires à Miami avec quatre autres villes qui possédaient des caractéristiques voisines mais n'étaient pas affectées par l'exode. Si entre avril et juillet 1980, le taux de chômage augmentait brusquement en passant de 5 % à 7,1 %, l'étude portant sur la période 1979-1981 parvient à une conclusion opposée : à Miami, il diminuait de 1,2 point (de 5,1 à 3,9 %), mais dans les villes-témoins, il ne diminuait que de 0,1 point (de 4,4 à 4,3 %). Pour la population noire (la moins qualifiée et donc la plus vulnérable à cette nouvelle concurrence), l'augmentation du taux de chômage était plus faible à Miami que dans les villes-témoins. Les résultats étaient similaires pour les salaires.
Ainsi, l'étude montre que la vague d'immigration cubaine n'a eu d'impact à moyen terme ni sur le taux de chômage ni sur les salaires. La capacité de la ville à absorber les nouveaux travailleurs issus de cet exode est un argument souvent invoqué pour invalider les thèses sur le partage du travail, qui supposent qu'une économie dispose d'un nombre fixé d'emplois, qu'il convient de répartir au sein d'une population (mythe d'une quantité fixe de travail). Cependant, le partage du travail ne nécessite pas de supposer cette quantité fixe de travail, notamment si la population totale change, puisqu'il y a alors davantage de consommateurs.
Néanmoins, en 2016, l'économiste de Harvard George J. Borjas a repris les travaux de Card en utilisant les mêmes données mais en se focalisant sur les non-hispaniques, sur la tranche d'âge 25-59 ans, sur les hommes et sur les gens qui ont arrêté l'école avant la fin du lycée. Cette dernière caractéristique était importante, 60 % des immigrés de l'exode de Mariel n'ayant pas terminé le lycée, et même les autres 40 % cherchaient des postes peu qualifiés à cause de la barrière de la langue. En comparant les salaires des non-hispaniques de Miami qui avaient ces autres caractéristiques avec les mêmes groupes d'autres villes américaines, il s'est aperçu que le groupe de Miami avait des salaires inférieurs de 20 % aux groupes similaires des autres villes dans les années qui suivirent l'exode de Mariel. Il a donc conclu qu'une immigration massive pesait à la baisse sur les bas salaires.
Les deux économistes Michael Clemens et Jennifer Hunt, dans une publication de mai 2017, ont tenté de concilier ces deux conclusions différentes en expliquant que la baisse des salaires des non-hispaniques peu diplômés à Miami, par rapport à d'autres villes, s'expliquait par le fait que cette population avait connu à Miami un doublement des effectifs d'Afro-Américains, ce qui n'était pas le cas dans les autres villes tests, et que les noirs sont en général moins bien payés que les autres. Ils ont donc conclu que l'impact de l'immigration massive de réfugiés sur la situation des travailleurs de la classe moyenne est faible et qu'elle se ferait au large détriment des travailleurs non qualifiés qui n'ont pas terminé le lycée.

## Cinéma et télévision
L'exode de Mariel est dépeint dans les films suivants :
- Scarface, film américain, réalisé par Brian De Palma et sorti en 1983, avec Al Pacino et Michelle Pfeiffer. C'est un remake du Scarface d'Howard Hawks, réalisé en 1932.
- Avant la nuit, film américain de Julian Schnabel, d'après l'œuvre du même nom de Reinaldo Arenas, sur un scénario de Cunningham O'Keefe, Lázaro Gómez Carriles et Julian Schnabel, sorti en 2000.
- Cocaine Cowboys: Reloaded, documentaire, réalisé par Billy Corben en 2014, qui décrit la situation de Miami et de la Floride dans le cadre du trafic de drogue.
- L'exode y est fait allusion dans le film cubain Fraise et Chocolat, sorti en 1993.
- Les exilés Marielitos occupent une place importante dans la série américaine Griselda, sortie sur Netflix en 2024.
- Against Wind and Tide: A Cuban Odyssey, documentaire de 1981 nommé à l'Oscar du meilleur film documentaire.